# Fagus sinensis
Fagus sinensis — вид квіткових рослин із роду бук (Fagus).

## Морфологічна характеристика
Дерево до 25 м заввишки. Листки мають ніжки 1–3.5 см і пластини 9–15 см, від яйцеподібної до яйцювато-довгастої форми, абаксіально тонко густо запушені й сизі, основа широко клиноподібна або майже округла, край віддалено зазубрений, вершина від гострої до загостреної. Плодові чашечки мають довжину від 2 до 2.5 сантиметрів і містять плід горіха, який такого ж розміру або трохи менший за плодову чашечку. Букові горіхи мають невеликі крильця у верхній частині. Період цвітіння: квітень і травень: період плодоношення: серпень — жовтень.

## Середовище проживання
Вид росте в Китаї та пн. В'єтнамі. Іноді є панівним видом у густих субтропічних широколистяних лісах.

## Використання
Молоде листя можна вживати сирим. Має дуже приємний м'який смак, але листя швидко стає жорстким, тому слід використовувати лише наймолодше. Новий ріст зазвичай утворюється протягом 2 періодів по 3 тижні щороку, один навесні та один у середині літа. Насіння їстівне — сирим або вареним. Багате олією. Насіння не можна їсти сирими у великих кількостях. Його можна висушити і подрібнити в порошок, а потім використовувати разом із злаковим борошном для приготування хліба, тістечок тощо. З насіння одержують харчову напівсуху олію. Олію можна використовувати як паливо для освітлення, як мастило, для полірування деревини тощо.
Букові дерева, як правило, мають коріння, що живляться поверхнево, а також відкидають щільну тінь — це сильно гальмує ріст інших рослин, і, особливо там, де кілька дерев ростуть разом, земля під ними часто майже позбавлена рослинності.
Немає конкретної інформації щодо цього виду, але деревина бука загалом приваблива та має гарну якість, міцна, тверда і важка, але не дуже довговічна без обробки і схильна до нападу жуків. Як правило, це чудова деревина для парового згинання та токарної обробки та використовується для різноманітних виробів з дерева, у тому числі для столярних робіт, виготовлення меблів, весел, чохлів для взуття, невеликих предметів для домашнього використання, ложок, підносів тощо. Деревина є чудовим паливом, добре горить і виділяє багато тепла.

## Синоніми
Синоніми:
- Fagus bijiensis Y.T.Wei & Y.T.Chang
- Fagus brevipetiolata Hu
- Fagus clavata Y.T.Chang
- Fagus longipetiolata Seemen
- Fagus longipetiolata f. clavata (Y.T.Chang) Y.T.Chang
- Fagus sylvatica var. longipes Oliv.
- Fagus tientaiensis Liou